# Huapango

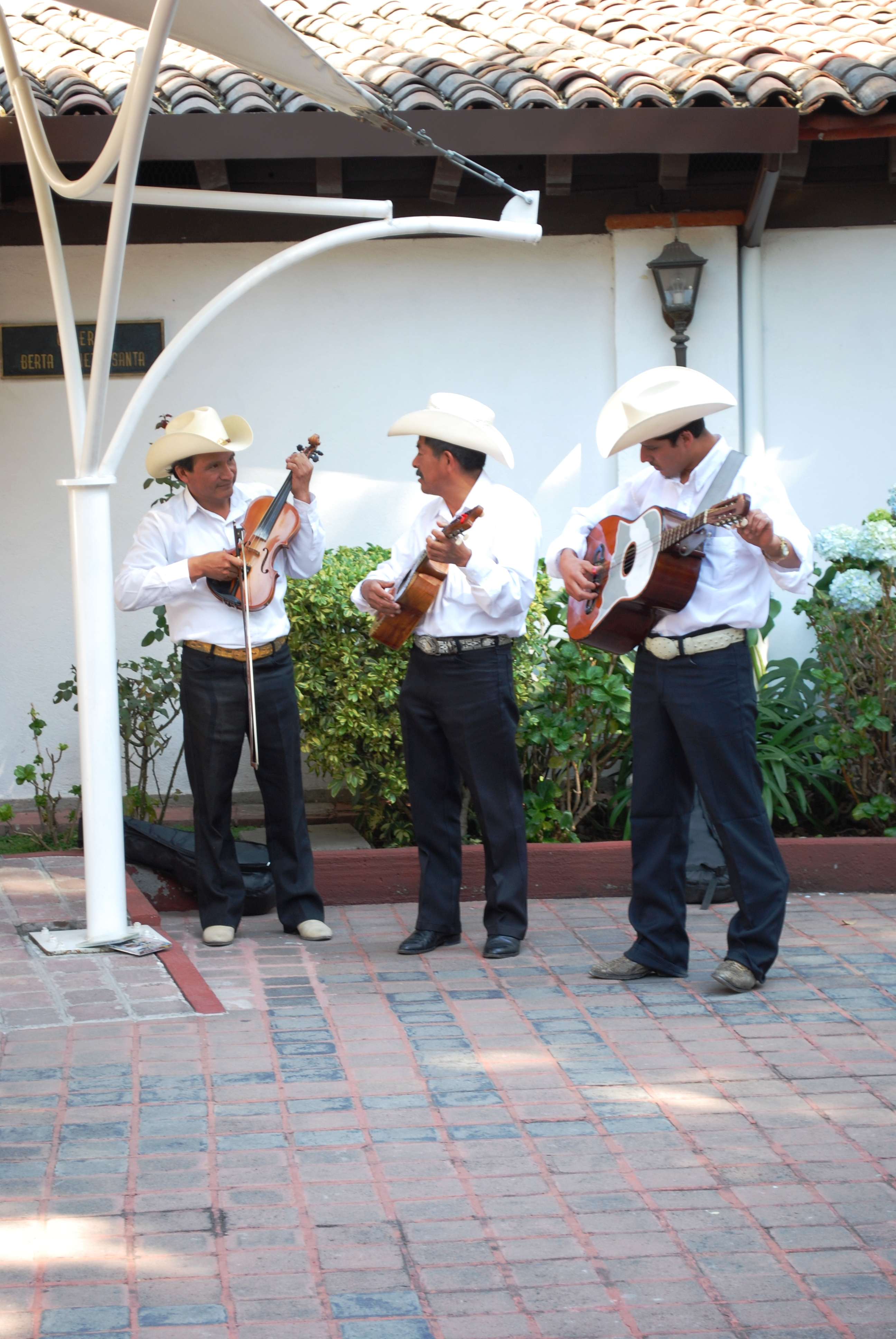
Trío huasteco.

El huapango es un estilo musical mexicano basado en compás ternario, interpretado en diversas formas. las más conocidas son tres variantes; el huapango típico o son huasteco, interpretado por el trío huasteco; el huapango norteño, interpretado por conjunto norteño y el huapango de mariachi, además del que se estila en el sur de Veracruz conocido como son jarocho, y el llamado huapango arribeño de la Zona Media de Potosí e la Sierra Gorda.
La palabra huapango parece ser derivada del vocablo náhuatl 'Cuauhpanco', de Cuauhuitl, leña de madera o árbol, -pan y -co ambos sufijos locativos que hacen de la primera palabra un locativo. Es decir, en síntesis, sobre el tablado o sobre la tarima, y de ahí también se le conoció al festejo de baile como huapango, que por otro nombre también se le conoce como fandango.

## Huapango huasteco
Véase: son huasteco

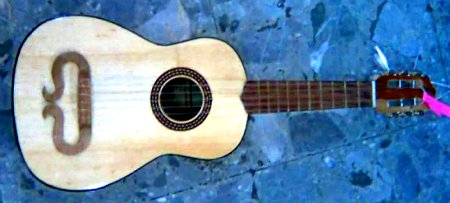
Jarana huasteca.

También se conoce con el término son huasteco. En un principio existía la diferenciación entre los términos, siendo los huapangos las canciones con letra fija y los sones huastecos las piezas para trovar, para echar versos. Se toca en las regiones de Veracruz, San Luis Potosí, Hidalgo, Tamaulipas, Puebla y Querétaro, con una variación en Guanajuato, denominada son arribeño.
El conjunto tradicional de huapangueros es llamado trío huasteco, y está formado por un ejecutante de quinta huapanguera (una guitarra de cinco u ocho cuerdas y cajón de resonancia mayor que el de la guitarra normal), mientras otro ejecuta la jarana huasteca (un cordófono de cinco cuerdas distinta de la jarana jarocha). Estos dos instrumentos llevan el ritmo y la armonía de la pieza, mientras el violín pauta la melodía. El canto del huapango se ejecuta generalmente a dos voces, y en ocasiones los cantores se turnan los versos de una copla. En este caso, las formas comunes son que la primera voz cante los primeros dos versos y la segunda los repita, o bien, le conteste con otros dos versos. Mientras los cantores hacen los versos, el violín guarda silencio y el zapateado es menos impetuoso.
Desde años remotos el huapango ha sido objeto de la reivindicación cultural de los nativos de la Huasteca. Por ejemplo, las estaciones de radio indigenistas recopilan y reproducen las ejecuciones de los grupos indígenas de la región. También se celebran anualmente encuentros de huapangueros en algunas de las localidades de la Huasteca, como el que se realiza año con año en San Joaquín, Querétaro, que es considerado por el Consejo Nacional para la Cultura y las Artes el evento más importante de esta categoría después de la Guelaguetza.
Algunos tríos han creado fama comercial al producir material y realizar giras internacionales para promocionar el género, como el Trío "Camperos de Valles", quienes cuentan con un disco grabado en Inglaterra; el Trío "Armonía Huasteca" de Frumencio Olguín; y el Trío "Tamazunchale". 
El Huapango, por ser un ritmo muy falsado (es decir, que en cada 3/4 de compás se marca el falsete) nos indica que la raíz del flamenco, con ese particular cante jondo, puesto que su herencia en el marcado del ritmo es abundante, aunque en el caso de la melodía, formada por una escala en Do mayor, hace que el acorde marcado sea armónico al sonido producido por la jarana y que se una al ritmo marcado por la quinta huapanguera.

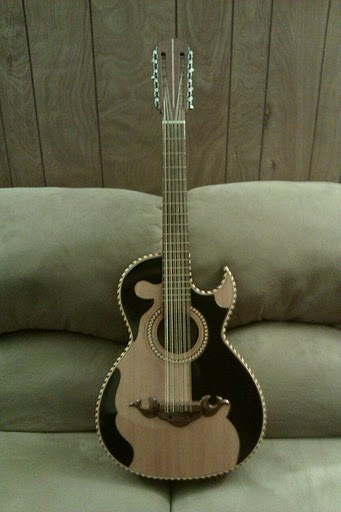
Bajo sexto norteño.

## Huapango norteño
El huapango norteño es una pieza de baile rápida con un compás 6/8. Luis Díaz Santana Garza, en Historia de la música norteña mexicana dice que el huapango norteño fue un desarrollo de la música de los migrantes potosinos asentados en la ciudad de Monterrey. Un papel importante para la creación de este género fue la influencia de las bandas militares, las orquestas típicas, los tamborileros y el conjunto de "Los Montañeses del Álamo".
Este estilo de baile y forma musical ha sido incluido desde los comienzos de la música del conjunto norteño, ensemble musical que consiste en acordeón, bajo sexto, tololoche, tarola y saxofón. Generalmente es instrumental, también se componen piezas cantadas.
En la región de Linares (Nuevo León) los huapangos suelen bailes de parejas vigorosos de origen antiguo y con varias formas coreográficas "conocidas como de gallito, de caballito o de gavilán, se exhiben como pruebas de maestría y agilidad".

## Huapango de mariachi

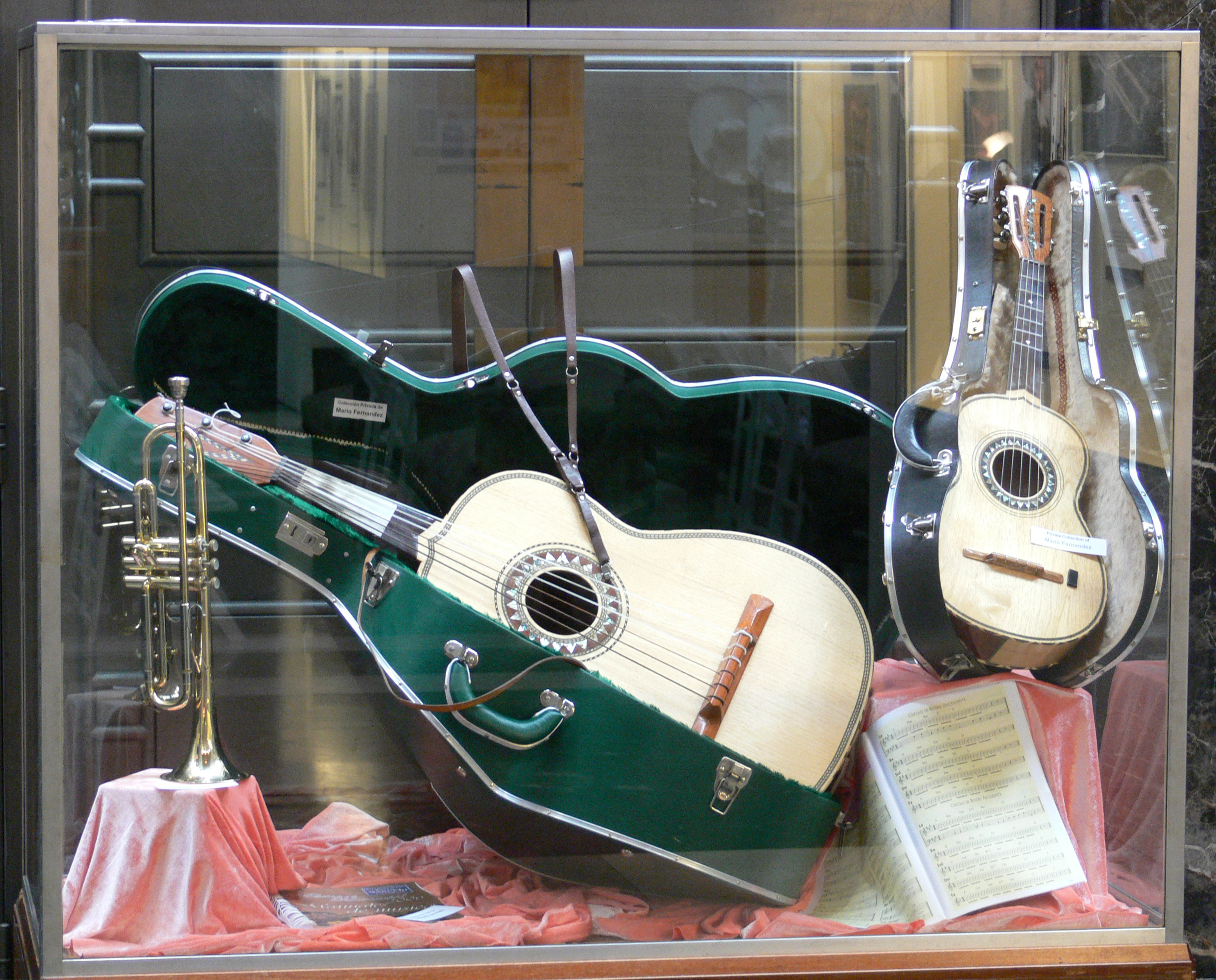
Instrumentos mariachis.

El huapango ha sido incorporado al repertorio de los mariachis, a partir del siglo XX, y de hecho es más conocido fuera de México ejecutado por este conjunto que por el trío tradicional. En este caso, el huapango es ejecutado con vihuelas, trompetas, guitarrón y violín; el falsete es mucho más alargado que en el huapango tradicional y desaparece el zapateado como parte del acompañamiento musical. y alternado similar al son jalisciense. Son usadas las tonalidades mayor y menor. Otra característica es el uso de pasajes rebuscados de violín para las entradas e interludios musicales.

## Huapango del sur
Es un baile típico de la región mexicana de las huastecas, especialmente en el estado de Veracruz, que se baila zapateado con pasos rápidos o complicados sobre una tarima de madera, su música se interpreta con una o dos guitarras o jaranas, un arpa y un violín.

## Xochisones

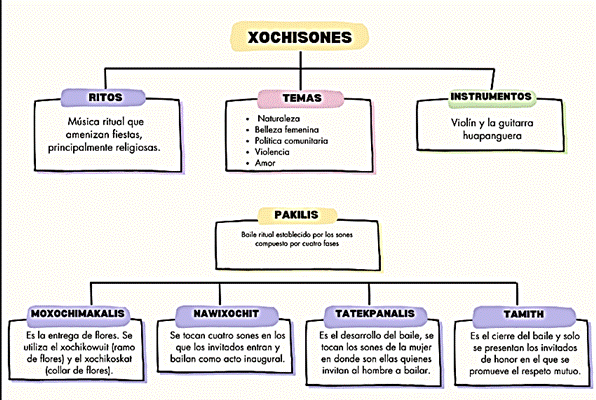
Estructura de los Xochisones

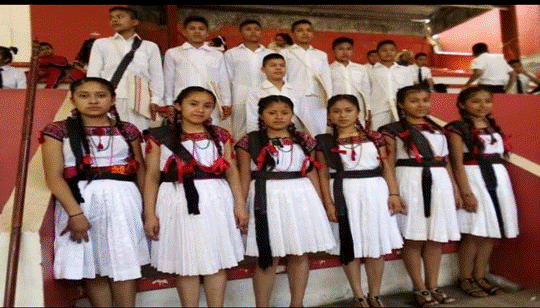

El vocablo xochison deriva de xochit, "flor", y sones, que es el término que se usa para denominar a las piezas dentro de las variedades musicales llamadas "tradicionales". Es ejecutado por dos personas con violín y guitarra huapanguera, este no se canta. Las piezas que se presentan son de carácter ritual,y se realizan en fiestas patronales o religiosas de gran importancia. Es común fusionar los xochisones con el huapango portando el traje típico de la región.

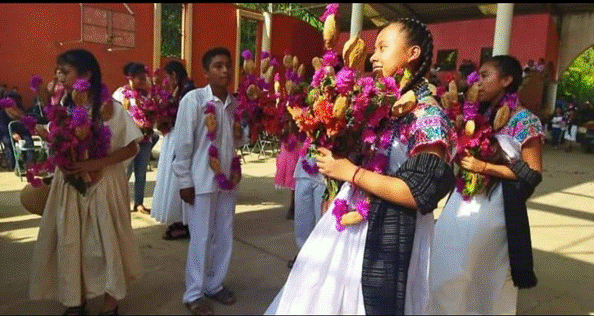
Xochikowuit y Xochiloskat

De los elementos relevantes se emplea el Xochikowit o "ramo de flores" que es una base hecha de madera en forma de copal el cual se adorna con flores coloridas de temporada y bolillo o galletas ovaladas que se atoran sobre unos palos de fierro. el Xochikoskat "collar de flores" es como su traducción lo menciona un collar adornado con las mismas flores y bolillos que el Xochikiwuit. Ambos se entregan a los invitados de honor de las celebraciones. 
Dentro de su producción aparecen elementos de la flora y fauna que dan nombre a algunas de las piezas musicales como el masat o venado que es considerado un animal sagrado con vivencias similares a las del ser humano. El colibrí, la mariposa, el armadillo, son animales que representan el regreso del hombre después de la muerte. La flor del guayabo representa experiencias de la vida humana. La ejecución del baile se lleva al son de la melodía. 